# William Frischkorn
William Frischkorn (* 10. Juni 1981 in Charleston, West Virginia) ist ein ehemaliger US-amerikanischer Radrennfahrer.
William Frischkorn begann seine Karriere im Jahr 2000 bei dem Mercury Cycling Team. Nach zwei Jahren wechselte er zum Saturn Cycling Team und nach zwei weiteren Jahren kam er zu Colavita Olive Oil-Bolla, wo er nur ein Jahr blieb. Ab 2005 fuhr Frischkorn für das US-amerikanische Continental Team TIAA-CREF. Beim Grand Prix Cycliste de Beauce belegte er 2006 auf dem sechsten Teilstück den zweiten Platz. Ab der Saison 2007 fuhr Frischkorn für die Nachfolge-Mannschaft von TIAA-CREF, das Professional Continental Team Slipstream-Chipotle. Auf dem dritten Teilstück der Tour de France 2008 wurde er Etappenzweiter aus einer Ausreißergruppe heraus und wurde als kämpferischster Fahrer geehrt. Ende der Saison 2009 beendete er seine aktive Sportkarriere und wechselte in das Management des Teams von Garmin-Slipstream.

## Erfolge
2001
- US-amerikanischer Junioren-Meister – Mannschaftsverfolgung
- Tour de l’Abitib

2005
- Prolog Tour de la Martinique

2006
- US-amerikanischer Meister – Mannschaftsverfolgung

2007
- Univest Grand Prix

2009
- eine Etappe Katar-Rundfahrt (Mannschaftszeitfahren)

## Teams
- 2000 Mercury-Manheim Auctions
- 2001 Mercury-Viatel
- 2002 Saturn Cycling Team
- 2003 Saturn Cycling Team
- 2004 Colavita Olive Oil-Bolla
- 2005 TIAA-CREF
- 2006 TIAA-CREF
- 2007 Slipstream-Chipotle
- 2008 Garmin-Chipotle
- 2009 Garmin-Slipstream